# 조규제
조규제(曺圭帝, 1967년 10월 7일 ~ )는 전 KBO 리그 KIA 타이거즈의 투수이자, 현 제주고등학교 야구부의 투수코치이다.
원래 오른손잡이였으나 야구를 시작할 무렵 왼손잡이 글러브를 사용해서 좌투우타가 됐다. 1991년에 연세대학교 체육교육학과를 졸업하고 쌍방울 레이더스의 1차 지명을 받아 입단하였다. 입단 첫 해인 1991년에는 49경기에 등판해 9승 7패, 27세이브, 1점대 평균자책점을 기록하며 신인왕을 수상했다. 이후 마무리 투수로서 꾸준한 활약을 보여주며, 팬들로부터 '완산 특급(完山特急)'이라고 불렸다.
현역 후반기에는 주로 좌완 원포인트 스페셜리스트 중간 계투로 등판했다. 현대 유니콘스의 한국시리즈 우승에 공헌했던 2003년 시즌 직후 13년 만에 36세의 나이로 국가대표팀에 선발되어 그 해 11월 아시아 야구 선수권 대회에 출전해 2이닝 무실점을 기록했다.

## 선수 시절

### 아마추어 시절
군산상업고등학교 야구부에서 투수로 활동했다. 1986년 전기 고교 야구에서 군산상고의 우승을 이끌며 주목받기 시작해, 같은 해에 우수 투수 타이틀을 따냈다. 같은 해 해태 타이거즈와 연세대학교가 그를 데려가기 위해 경쟁을 벌였는데, 그는 조계현과 함께 연세대학교 체육교육학과(1987학번)로 진학했다. 1989년에는 아마 야구 국가대표팀으로 선발됐으며, 같은 해 아시아 야구 선수권 대회에서 중국 국가대표팀을 상대로 완봉승을 거뒀다.

### 쌍방울 레이더스시절
1991년 드래프트에서 1990년에 새로 창단한 팀에 1차로 지명됐다. 입단 후 바로 선발 투수로 등판했다. 빙그레 이글스와의 개막전에서 6이닝 동안 1피안타만 허용하며 선발 승을 거두며 주목받기 시작했다. 6월까지 14경기 연속 세이브를 기록하며, 같은 신인이던 김기태와의 경쟁 끝에 신인왕과 세이브왕을 수상했다. 1992년에는 100% 인상된 연봉으로 재계약했다. 당시 마무리 투수로 활동하던 빙그레 이글스의 송진우와 구원 경쟁을 펼쳤으나, 시즌 초반에 부상을 당해 한동안 마운드에 올라오지 못했다. 이후 마무리로 돌아선 해태의 선동열, LG의 김용수, 태평양의 정명원과 세이브 경쟁을 펼쳤다. 1994년 4월 22일에 같은 팀의 선발 투수 성영재의 12연패 기록을 끊었다. 1995년에는 부상으로 거의 등판하지 못했지만, 1996년에 당시 감독이었던 김성근의 지도 하에 김현욱, 김원형, 김기덕과 함께 팀을 플레이오프까지 이끌었다. 1997년에 팀이 준플레이오프까지 진출하는 데 기여했다.

### 현대 유니콘스시절
1998년에 자금난에 허덕이던 쌍방울 레이더스는 그를 트레이드하면서 투수 박정현, 가내영과 현금 3억원을 받았다. 당시 쌍방울 레이더스 측은 현금 트레이드를 부인했으나 기자들의 추궁에 현금을 받았음을 시인했다. 8월 21일에 선발 등판한 그는 7년 만에 선발승을 기록했으며 그 해 3경기에 선발 등판해 3승을 거뒀다.
LG와의 1998년 한국시리즈에서 우승을 차지했다.
1998년 주전 마무리였던 조 스트롱이 다음 해인 1999년에 미국으로 돌아가자 선발에서 마무리 투수로 보직을 변경했으나 부상으로 박경완과 함께 미국으로 출국했다
팀의 주전 마무리는 선발로 활동하다가 3연패를 기록했던 정명원으로 낙점됐고 그는 선발로 재전향해 5선발승을 기록했다.
2000년에 위재영이 39세이브를 기록하며 팀의 새로운 마무리로 떠오르면서 입지가 좁아졌고, 마일영의 입단과 9경기 밖에 출전하지 못한 것 때문에 시즌 후 조웅천과 함께 SK 와이번스로 트레이드됐다.

### SK 와이번스시절
좋은 성적을 거두지 못했다. 이적 첫 해인 2001년에는 시즌 초반부터 마무리로 활동했지만 시즌 중반 이후 몇 차례 블론세이브를 기록하자 6월 28일 LG 트윈스전부터 선발로 활동했는데 이 경기에서 선발 승을 기록했다. 같은 해 10경기에 선발 등판해 5승을 기록했다. 팀에서의 마지막 해인 2002년에는 시즌 전에 선발로 내정됐으나 마무리를 맡았고, 블론세이브를 몇 차례 기록하자 6월 초부터 선발로 복귀했지만 같은 달 19일 LG 트윈스전에 선발 등판한 후 허벅지 근육통을 호소해 2군으로 내려갔다. 7월 7일 두산 베어스와의 더블 헤더 때 복귀했으나 5이닝을 채우지 못하고 강판됐다. 2002년에 8경기에 선발 등판해 1승을 기록했다.

### 현대 유니콘스복귀
2003년 시즌 전 박경완이 FA를 선언해 SK 와이번스로 이적하며 박경완의 보상 선수로 지명돼 복귀했다., 2003년에 팀의 3번째 우승 멤버가 됐으며, 시즌 후 FA 자격을 얻었다. 12월에 2년간 4억 5,000만원의 조건으로 KIA 타이거즈로 이적했다.

### KIA 타이거즈시절
불펜으로 활동하다가 2005년 11월 4일에 홍현우와 함께 방출돼 은퇴했다.

## 야구선수 은퇴 후
2006년 1월 현대 유니콘스의 2군 투수코치로 선임됐다. 그 후, 2008년 현대 유니콘스가 해체되고 센테니얼 인베스트먼트로 넘어가 우리 히어로즈가 인계된 뒤에도 투수코치로 활동했다. 2009년 10월에는 재활군 코치로 보직을 옮겼다. 2010년 10월 23일 히어로즈와의 코칭스태프 계약을 끝내고 KIA 타이거즈와 코칭스태프 계약을 맺었으며, 불펜코치로 활동했다. 그러나 2013년 KIA 타이거즈가 극도의 부진에 빠지며 2군 코치로 보직이 변경됐고, 시즌 말에 재계약 불가 통보를 받았다. KIA 타이거즈를 떠난 후 LG 트윈스의 2군 코치로 합류했으나 아시안 게임 브레이크 중 해임됐다. 2016년에 삼성 라이온즈의 잔류군 투수코치로 임명되었고, 2017년에 삼성 라이온즈의 2군 투수코치로 보직이 변경됐다.
2021 시즌 후 삼성과 결별한 그는 삼성 2군에서 코치로 함께한 적이 있는 박재현의 부름을 받아 제주고등학교의 투수코치로 자리를 옮겼다.

## 출신 학교
- 군산금광초등학교
- 군산중학교
- 군산상업고등학교
- 연세대학교 체육교육학과 (1987학번)

## 통산 기록
| 년도 | 팀     | 포지션      | 평균자책 | 경기수 | 완투 | 완봉 | 승 | 패 | 세  | 홀드 | 이닝    | 피안타 | 피홈런 | 볼넷 | 사구 | 탈삼진 | 실점 | 자책점 | 비고                                 |
| ---- | ------ | ----------- | -------- | ------ | ---- | ---- | -- | -- | --- | ---- | ------- | ------ | ------ | ---- | ---- | ------ | ---- | ------ | ------------------------------------ |
| 1991 | 쌍방울 | 마무리 투수 | 1.64     | 49     | 0    | 0    | 9  | 7  | 27  | 0    | 142 2/3 | 70     | 5      | 58   | 3    | 133    | 30   | 26     | 신인왕, 구원왕                       |
| 1992 | 쌍방울 | 마무리 투수 | 3.17     | 30     | 0    | 0    | 7  | 7  | 8   | 0    | 54      | 48     | 5      | 24   | 2    | 65     | 25   | 19     |                                      |
| 1993 | 쌍방울 | 마무리 투수 | 1.42     | 41     | 0    | 0    | 1  | 4  | 23  | 0    | 88 2/3  | 51     | 5      | 33   | 4    | 96     | 17   | 14     |                                      |
| 1994 | 쌍방울 | 마무리 투수 | 2.39     | 44     | 0    | 0    | 2  | 8  | 24  | 0    | 98      | 69     | 5      | 38   | 5    | 93     | 28   | 26     |                                      |
| 1995 | 쌍방울 | 중간 계투   | 5.06     | 8      | 0    | 0    | 0  | 1  | 3   | 0    | 10 2/3  | 11     | 2      | 6    | 1    | 9      | 6    | 6      |                                      |
| 1996 | 쌍방울 | 마무리 투수 | 1.81     | 48     | 0    | 0    | 5  | 5  | 20  | 0    | 59 2/3  | 41     | 3      | 24   | 4    | 74     | 12   | 12     |                                      |
| 1997 | 쌍방울 | 마무리 투수 | 2.90     | 52     | 0    | 0    | 4  | 6  | 28  | 0    | 77 2/3  | 64     | 4      | 23   | 4    | 74     | 25   | 25     |                                      |
| 1998 | 현대   | 중간 계투   | 4.18     | 40     | 0    | 0    | 5  | 4  | 2   | 0    | 56      | 65     | 8      | 16   | 1    | 40     | 28   | 26     | 현대 이적 후 한국시리즈 팀 우승 기여 |
| 1999 | 현대   | 선발 투수   | 5.95     | 17     | 0    | 0    | 6  | 2  | 2   | 0    | 0       | 56     | 62     | 9    | 20   | 3      | 52   | 37     |                                      |
| 2000 | 현대   | 중간 계투   | 2.08     | 9      | 0    | 0    | 0  | 0  | 0   | 3    | 4 1/3   | 2      | 0      | 2    | 0    | 4      | 1    | 1      |                                      |
| 2001 | SK     | 중간 계투   | 3.55     | 46     | 0    | 0    | 8  | 9  | 9   | 3    | 106 1/3 | 90     | 12     | 35   | 3    | 75     | 45   | 42     | 조웅천과 함께 이적                   |
| 2002 | SK     | 중간 계투   | 4.23     | 46     | 0    | 0    | 6  | 8  | 6   | 3    | 78 2/3  | 81     | 13     | 27   | 10   | 64     | 40   | 37     |                                      |
| 2003 | 현대   | 중간 계투   | 5.63     | 36     | 0    | 0    | 0  | 3  | 0   | 4    | 40      | 39     | 6      | 32   | 4    | 41     | 26   | 25     |                                      |
| 2004 | KIA    | 중간 계투   | 2.14     | 38     | 0    | 0    | 1  | 0  | 1   | 5    | 21      | 11     | 1      | 4    | 1    | 18     | 5    | 5      | 마해영과 함께 이적                   |
| 2005 | KIA    | 중간 계투   | 36.00    | 4      | 0    | 0    | 0  | 0  | 0   | 0    | 1       | 5      | 2      | 2    | 1    | 0      | 4    | 4      |                                      |
| 통산 | 15시즌 | 투수        | 3.08     | 508    | 0    | 0    | 54 | 64 | 153 | 18   | 894 1/3 | 709    | 80     | 344  | 46   | 838    | 329  | 305    |                                      |

## 주요 기록
- 진한 바탕은 KBO 리그 최초 기록임

| 기록                          | 연도   | 날짜     | 소속   | 구장 | 상대팀 | 상대 타자 | 경기 결과 | 경기수 | 달성 당시 나이  | 기타                 | 각주   |
| ----------------------------- | ------ | -------- | ------ | ---- | ------ | --------- | --------- | ------ | --------------- | -------------------- | ------ |
| 최소 경기 100세이브 (207경기) | 1996년 | 8월 3일  | 쌍방울 | 사직 | 롯데   |           |           |        |                 | 2005년 조용준이 경신 | [ 48 ] |
| 500경기 출장                  | 2004년 | 9월 14일 | KIA    | 광주 | 한화   |           |           |        | 36세 11개월 7일 | 역대 10번째          |        |